# Пікшицьке сільське поселення
Пі́кшицьке сільське поселення (рос. Пикшикское сельское поселение) — муніципальне утворення у складі Красноармійського району Чувашії, Росія. Адміністративний центр — присілок Пікшики.

## Населення
Населення — 773 особи (2019, 959 у 2010, 1054 у 2002).

## Склад
До складу поселення входять такі населені пункти:
| Населений пункт         | Населення, осіб (2002) | Населення, осіб (2010) |
| ----------------------- | ---------------------- | ---------------------- |
| Вурманкаси, присілок    | 113                    | 91                     |
| Ихракаси, присілок      | 94                     | 67                     |
| Ківьяли, присілок       | 12                     | 5                      |
| Кюль-Сірма, присілок    | 101                    | 93                     |
| Ойрісюрт, присілок      | 58                     | 48                     |
| Пікшики, присілок       | 263                    | 264                    |
| Сесмери, присілок       | 105                    | 96                     |
| Сіньял-Шатьма, присілок | 91                     | 96                     |
| Тоганаші, присілок      | 19                     | 16                     |
| Шипирлавар, присілок    | 41                     | 27                     |
| Шупосі, присілок        | 79                     | 70                     |
| Ямайкаси, присілок      | 78                     | 86                     |